# Разерфорд, Келли
Ке́лли Дин Мели́сса Разерфо́рд (англ. Kelly Deane Melissa Rutherford; род. 6 ноября 1968, Элизабеттаун, Кентукки) — американская актриса, наиболее известная по ролям Меган Льюис в прайм-тайм мыльной опере «Мелроуз Плейс» (1996—1999) и Лили ван дер Вудсен в подростковом сериале «Сплетница» (2007—2012).

## Ранние годы
Келли Дин Мелисса Разерфорд родилась 6 ноября 1968 года Элизабеттауне (штат Кентукки, США). Мать Келли — Энн Эдвардс, модель и писательница. После самой Келли в семье появилось ещё трое детей: сын Энтони и сёстры Кортни и Линдсей, после чего родители будущей актрисы развелись. После окончания средней школы Келли переехала в Нью-Йорк, чтобы начать карьеру актрисы.
Разерфорд дебютировала в дневной мыльной опере «Любить» в 1988 году. Она прославилась в 1990-е—2000-е года, сыграв в ряде успешных телесериалов. В 1991 году за роль Сэм Уайтмор из телесериала «Поколения», в котором она снималась на протяжении 1989—1990 годов, была номинирована на премию «Дайджест мыльных опер».
С 2007 по 2012 год Разерфорд снималась в сериале «Сплетница», где сыграла Лили ван дер Вудсен, мать главной героини.

## Фильмография
| Год       |    | Русское название                      | Оригинальное название                   | Роль                                |
| --------- | -- | ------------------------------------- | --------------------------------------- | ----------------------------------- |
| 1988      | с  | Любить                                | Loving                                  | имя персонажа неизвестно            |
| 1988      | ф  | Вымогательство                        | Shakedown                               | телевизионная наблюдательница       |
| 1989      | ф  | Призрак торгового центра: Месть Эрика | Phantom of the Mall: Eric’s Revenge     | продавщица                          |
| 1989—1990 | с  | Поколения                             | Generations                             | Сэм Уайтмор                         |
| 1992      | тф | Во весть голос                        | Breaking the Silence                    | Шерил                               |
| 1992      | с  | Правила Дэвиса                        | Davis Rules                             | Эрика                               |
| 1992      | с  | Мёртвые свидетели                     | Bodies of Evidence                      | Дайана Уоллос                       |
| 1992      | с  | Невероятные приключения Билла и Теда  | Bill & Ted’s Excellent Adventures       | имя персонажа неизвестно            |
| 1992—1993 | с  | В тылу                                | Homefront                               | Джуди Оуэн                          |
| 1992      | ф  | Янтарные волны                        | Amberwaves                              | Лола Бёрнс                          |
| 1993—1994 | с  | Приключения Бриско Каунти-младшего    | Adventures of Brisco County Jr., The    | Дикси Казинс                        |
| 1994      | ф  | Этот подарок будет простым            | Tis a Gift to Be Simple                 | Эмили Гановер                       |
| 1994      | ф  | Я люблю неприятности                  | I Love Trouble                          | Ким                                 |
| 1995      | с  | Великий защитник                      | Great Defender, The                     | Фрэнки Коллетт                      |
| 1995      | с  | Здание суда                           | Courthouse                              | Кристин                             |
| 1996      | тф | Нет большей любви                     | No Greater Love                         | Эдвина Уинфилд                      |
| 1996      | с  | Клан                                  | Kindred: The Embraced                   | Кэтлин Байрн                        |
| 1996      | тф | Захоронённые секреты                  | Buried Secrets                          | Даниэль Рофф                        |
| 1996—1999 | с  | Мелроуз Плейс                         | Melrose Place                           | Меган Льюис                         |
| 1997      | ф  | Дилемма                               | Dilemma                                 | женщина в баре                      |
| 2000      | ф  | Крик 3                                | Scream 3                                | Кристин Хамилтон                    |
| 2007—2012 | с  | Сплетница                             | Gossip Girl                             | Лили ван дер Вудсен / Басс / Хамфри |
| 2017      | с  | Династия                              | Dynasty                                 | Мелисса Дениэлс                     |
| 2019      | с  | Милые Обманщицы: Перфекционистки      | Pretty Little Liars: The Perfectionists | Клэр Хотчкис                        |